# 고창 선운사 금동지장보살좌상
고창 선운사 금동지장보살좌상(高敞 禪雲寺 金銅地藏菩薩坐像)은 전북특별자치도 고창군 선운사에 있는 1476년(성종 7년)에 만들어진 금동 불상이다. 높이는 1m이다. 머리에 두건을 쓰고 있으며, 4각형에 가까운 살찐 얼굴, 짧은 목, 옷의 무늬 등은 조선시대의 양식을 잘 반영하고 있다. 일제강점기 때 약탈당했으나 1940년에 되찾았다. 
1963년 1월 21일 대한민국 보물 제279호로 지정되었다.

## 개요
고창 선운사 금동지장보살좌상(高敞 禪雲寺 金銅地藏菩薩坐像)은 신라 진흥왕대에 창건하고 광해군 5년(1613)에 재건한 선운사에 있는 불상으로 청동 표면에 도금한 것이다. 머리에 두건(頭巾)을 쓰고 있으며, 이마에 두른 굵은 띠는 귀를 덮고 배에까지 내려오고 있다. 선운사 도솔암에 있는 선운사지장보살좌상(보물 제280호)과 같은 형태의 불상이다. 
넓적하고 살찐 얼굴에 눈·코·입이 작게 묘사되었다. 굵게 주름진 삼도(三道)가 표현된 목은 짧아서 움츠린 듯한 느낌을 준다. 가슴은 당당한 모습이지만 두꺼운 옷에 싸여 몸의 굴곡은 나타나 있지 않다. 오른손은 어깨까지 들어 엄지와 중지를 맞댈 듯 굽혔고, 왼손은 배에 붙여서 엄지와 중지를 약간 구부렸는데 비교적 사실적으로 표현되었다. 옷은 무겁고 장식적이며 어깨의 2단으로 된 주름, 그 아래의 띠매듭, 팔의 세로줄 주름 등은 형식적이다. 특히 다리의 평행적인 옷주름 처리, 넓은 가슴의 수평적인 아랫도리 자락 등의 표현은 세조 12년(1467)에 만든 원각사탑(圓覺寺塔)에 새겨진 불상의 모습과 유사하다.
두건을 쓴 모습, 네모지고 원만한 얼굴, 형식적이고 수평적인 옷주름 처리 등으로 보아 조선 초기에 만들어진 보살상으로 추정된다. 

## 같이 보기
- 선운사

## 참고자료
- 고창 선운사 금동지장보살좌상 - 국가유산청 국가유산포털
- 이 문서에는 다음커뮤니케이션(현 카카오)에서 GFDL 또는 CC-SA 라이선스로 배포한 글로벌 세계대백과사전의 내용을 기초로 작성된 글이 포함되어 있습니다.